# Петер Хеппнер
Петер Хеппнер (нім. Peter Heppner; нар. 7 вересня 1967) — німецький музикант, автор пісень і музичний продюсер, став відомим завдяки участі в музичному синті-поп гурті Wolfsheim і співпраці з багатьма виконавцями електронної музики, такими як Пол ван Дайк, Schiller і Goethes Erben.

## Музична кар'єра
Гурт Wolfsheim — дует Петера Хеппнер разом та Маркуса Райнгардта був створений в 1987 році. Першого значного комерційного успіху гурт досяг у 1991 році, коли вийшов сингл «The Sparrows and the Nightingales». 1998 року він мав великий успіх у чартах із німецькою рок-зіркою Йоахімом Віттом та їхнім спільним треком «Die Flut». У наступні роки популярність Хеппнера як співака зросла. Співпрацюючи з Schiller, він досяг міжнародних чартів із синглами «Dream of You» (2001) і «Leben… I Feel You» (2004).
Перший сольний альбом Хеппнера, Solo, вийшов у Німеччині 12 вересня 2008 року компанією Warner Music і посів 9 позицію в німецьких чартах. 2010 року співак випустив пісню «Haus der 3 Sonnen» з німецькою співачкою Nena.
Другий сольний альбом Петера Хеппнера, My Heart of Stone, вийшов 18 травня 2012 року на Universal Music. My Heart of Stone увійшов до німецьких чартів альбомів на 6 місці, а йому передували онлайн-сингл і відео «God Smoked» у квітні 2012 року та звичайний сингл «Meine Welt» 4 травня 2012 року. У цьому ж році Хеппнер також записав два сингли: з Кім Сандерс («Deserve To Be Alone») і німецькою співачкою Маріанною Розенберг («Genau Entgegengesetzt»).
8 лютого 2014 року він був запрошеним співаком на концерті німецького синт-поп-тріо Camouflage з нагоди їх 30-річчя, яке відбулося в Дрездені, Німеччина. Він виконав дует із головним вокалом Маркуса Мейна у пісні «That Smiling Face» з альбому «Voices and Images».
23 вересня 2018 року Хеппнер випустив новий альбом Confessions & Doubts, який досяг 11 місця в чартах Німеччини.

## Дискографія
Студійні сольні альбоми
- Solo (2008)
- My Heart of Stone (2012)
- Confessions & Doubts (2018)